# Ruslan Kurbanov (triplista)
Ruslan Kurbanov (in cirillico: Руслан Курбанов; Samarcanda, 10 febbraio 1993) è un triplista uzbeko.

## Palmarès
| Anno | Manifestazione               | Sede           | Evento       | Risultato      | Prestazione | Note                          |
| ---- | ---------------------------- | -------------- | ------------ | -------------- | ----------- | ----------------------------- |
| 2009 | Giochi asiatici giovanili    | Singapore      | Salto triplo | Bronzo         | 14,59 m     |                               |
| 2009 | Giochi asiatici indoor       | Hanoi          | Salto triplo | 8º             | 15,32 m     |                               |
| 2009 | Campionati asiatici          | Canton         | Salto triplo | 9º             | 15,49 m     |                               |
| 2010 | Campionati asiatici juniores | Hanoi          | Salto triplo | 7º             | 15,31 m     |                               |
| 2010 | Giochi olimpici giovanili    | Singapore      | Salto triplo | 6º             | 15,48 m     |                               |
| 2011 | Campionati asiatici          | Kōbe           | Salto triplo | 10º            | 15,51 m     |                               |
| 2012 | Mondiali juniores            | Barcellona     | Salto triplo | 17º (q)        | 15,47 m     |                               |
| 2014 | Campionati asiatici indoor   | Hangzhou       | Salto triplo | Bronzo         | 16,00 m     |                               |
| 2014 | Giochi asiatici              | Incheon        | Salto triplo | 7º             | 16,25 m     |                               |
| 2015 | Campionati asiatici          | Wuhan          | Salto triplo | 11º            | 15,70 m     |                               |
| 2016 | Giochi olimpici              | Rio de Janeiro | Salto triplo | nm (q)         | nm (q)      |                               |
| 2017 | Giochi asiatici indoor       | Aşgabat        | Salto triplo | 7º             | 15,48 m     |                               |
| 2018 | Giochi asiatici              | Giacarta       | Salto triplo | Argento        | 16,62 m     |                               |
| 2019 | Campionati asiatici          | Doha           | Salto triplo | Oro            | 16,93 m     | Miglior prestazione personale |
| 2019 | Mondiali                     | Doha           | Salto triplo | 31º (q)        | 15,86 m     |                               |
| 2021 | Giochi olimpici              | Tokyo          | Salto triplo | Qualificazione | nm          |                               |

## Altre competizioni internazionali
2018
- 6º in Coppa continentale ( Ostrava), salto triplo - 16,34 m